# Georgius Calixtus

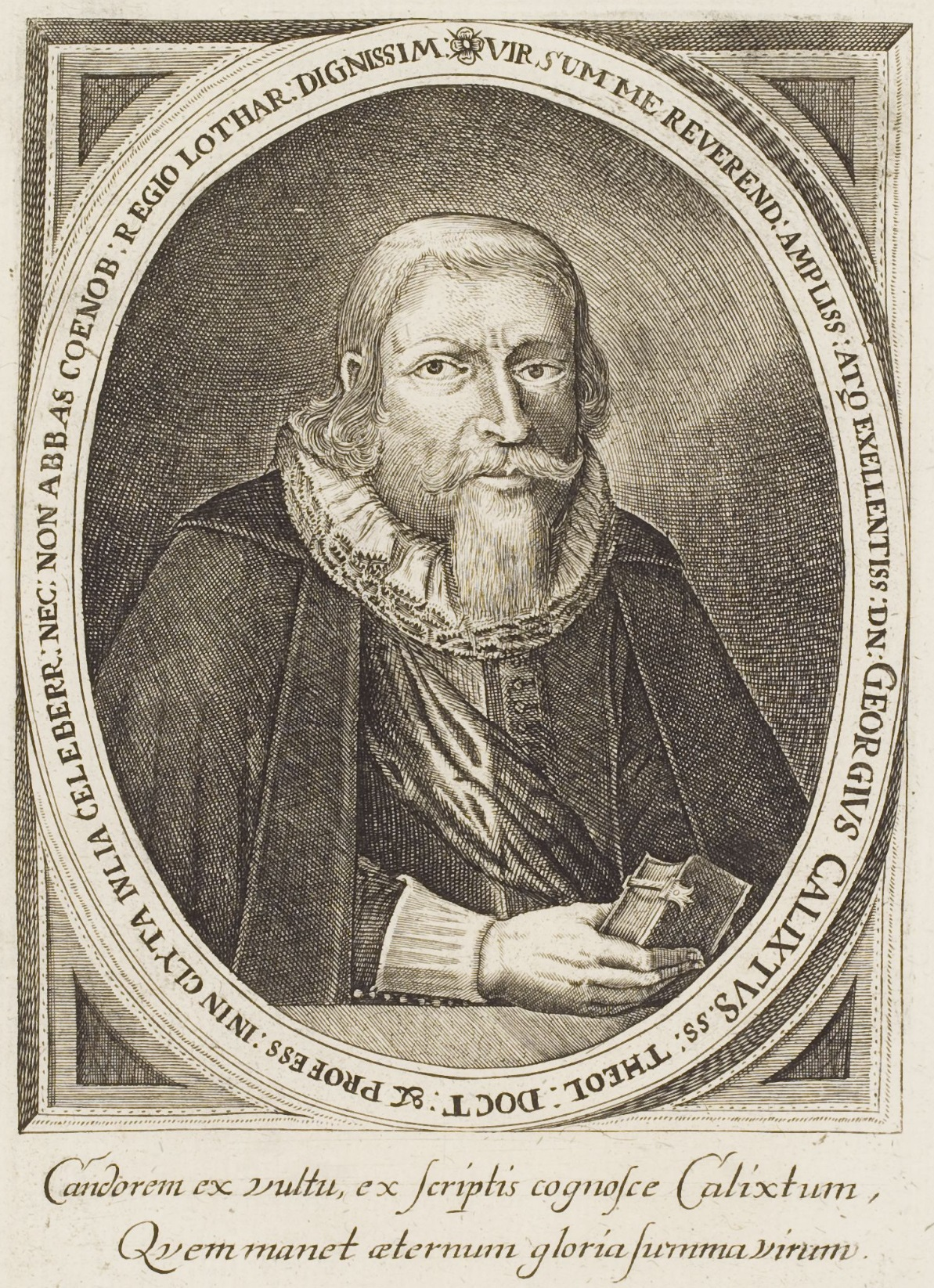
Georg Calixtus

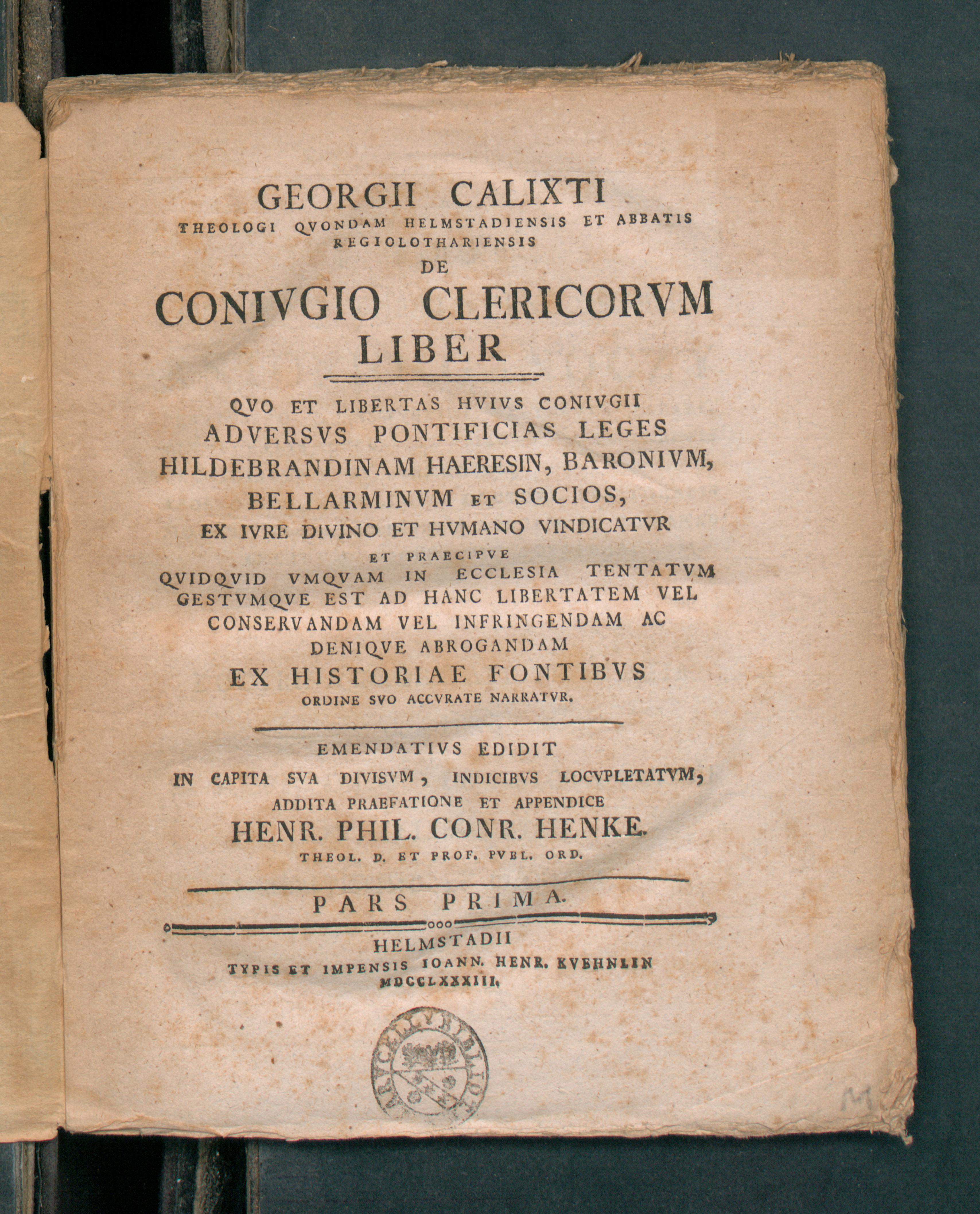
De coniugio clericorum, 1783.

Georg Calixt o Georgius Calixtus (Medelby, 14 dicembre 1586 – Helmstedt, 19 marzo 1656) è stato un teologo tedesco.

## Biografia
Calixtus nacque a Medelby, Schleswig. Una volta conseguiti gli studi di filologia, filosofia e teologia a Helmstedt, Jena, Gießen, Tubinga e Heidelberg, viaggiò in Olanda, Francia e Inghilterra. Di ritorno nel 1614, venne nominato professore di teologia a Helmstedt dal duca di Brunswick.
Imparando dai differenti insegnamenti protestanti e cattolici, cercò di creare una "teologia unificata". Nel 1613 pubblicò un volume dal titolo Disputationes de Praecipuis Religionis Christianae Capitibus. Nel 1619 pubblicò la sua Epitome theologiae, and some years later his Theologia Moralis (1634) e De Arte Nova Nihusii. I cattolici sentono di essere attaccati, ma a loro volta proferiscono offese nei confronti dei luterani.
Il suo desiderio era quello di fare in modo che avvenisse una riconciliazione tra cattolici e luterani.
Conservò la sua posizione con la chiesa luterana, insegnando teologia all'Università di Helmstedt fino alla sua morte.
Calixtus morì a Helmstedt.

## Opere
Moderne edizioni di opere scelte sono disponibili in Georg Calixt, Werke in Auswahl, 4 vol., ed. Inge Mager (Göttingen: Vandenhoeck & Ruprecht, 1970–82).
- De praecipuis Christianae religionis capitibus hodie controversis disputationes XV, Helmstedt, 1613
- Epitome Theologiae, Goslar, 1619
- De vera christiana religione et ecclesia, Helmstedt, 1633